# Korea Women League 2006
Die Korea Women League 2006 war die elfte Spielzeit der südkoreanischen Fußballliga der Frauen unter diesem Namen. Gespielt wurde in einem Hinrunden- und Rückrundenserie. 

## Teilnehmer
| Team                           | Stadt             | Vereinsart        |
| ------------------------------ | ----------------- | ----------------- |
| Gyeongnam Daekyo Kangerous WFC | Gyeongsangnam-do  | Vereinsmannschaft |
| Incheon Hyundai Steel WFC      | Incheon           | Vereinsmannschaft |
| Seoul WFC                      | Seoul             | Vereinsmannschaft |
| Chungnam Ilhwa Chunma WFC      | Chungcheongnam-do | Vereinsmannschaft |

## Hinrunde
Gespielt wurde im Jeju-Stadion.

### Abschlusstabelle
| Pl. | Verein                         | Sp. | S | U | N | Tore    | Diff. | Punkte |
| --- | ------------------------------ | --- | - | - | - | ------- | ----- | ------ |
| 1.  | Incheon Hyundai Steel WFC (M)  | 3   | 2 | 1 | 0 | 004:100 | +3    | 07     |
| 2.  | Gyeongnam Daekyo Kangerous WFC | 3   | 2 | 1 | 0 | 005:300 | +2    | 07     |
| 3.  | Chungnam Ilhwa Chunma WFC      | 3   | 1 | 0 | 2 | 004:300 | +1    | 03     |
| 4.  | Seoul WFC                      | 3   | 0 | 0 | 3 | 001:700 | −6    | 0      |

| Zum 3. Spieltag: Meister der Korea Women League 2006-Hinrundenserie |

| Zum Saisonende 2005: |                     |
| (M)                  | Amtierender Meister |

## Rückrunde
Gespielt wurde im Hwacheon-Stadion.

### Abschlusstabelle
| Pl. | Verein                         | Sp. | S | U | N | Tore    | Diff. | Punkte |
| --- | ------------------------------ | --- | - | - | - | ------- | ----- | ------ |
| 1.  | Incheon Hyundai Steel WFC (M)  | 4   | 3 | 1 | 0 | 011:400 | +7    | 10     |
| 2.  | Gyeongnam Daekyo Kangerous WFC | 4   | 2 | 1 | 1 | 007:600 | +1    | 07     |
| 3.  | Chungnam Ilhwa Chunma WFC      | 4   | 0 | 0 | 4 | 000:800 | −8    | 0      |

| Zum 4. Spieltag: Meister der Korea Women League 2006-Rückrundenserie |

| Zum Saisonende 2005: |                     |
| (M)                  | Amtierender Meister |